# Curdridge

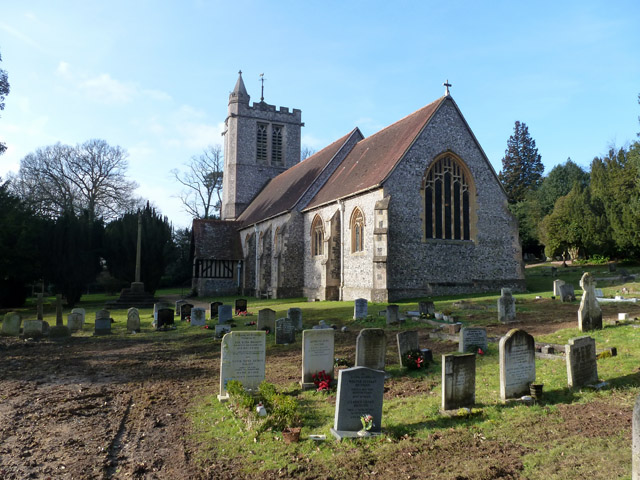
Kirche von Curdridge

Curdridge ist ein Dorf im Distrikt City of Winchester des Countys Hampshire in England, Großbritannien. Es liegt etwa 12 km östlich von Southampton und hat etwa 1300 Einwohner. Der Ursprung dieser Kirchengemeinde stammt aus der Zeit vor der Säkularisierung.
Bekannt ist die Gemeinde in England durch die „Curdridge Country Show“ die 2013 zum 57. Mal stattfand. Die Messe (Ausstellung) bietet eine Vielzahl von Wettbewerben und Veranstaltungen,  es werden unter anderen historische Handwerker, Gartenbau, Hundeausstellung, Falknerei, Oldtimer-Rallye und vieles mehr präsentiert und aufgeführt. Die Veranstaltung findet immer Mitte Juli an einem Samstag statt und zieht bis zu 7000 Teilnehmer pro Jahr an.